# Aartsbisdom São Sebastião do Rio de Janeiro
Het aartsbisdom São Sebastião do Rio de Janeiro (Latijn: Archidioecesis Sancti Sebastiani Fluminis Ianuarii, Portugees: Arquidiocese de São Sebastião do Rio de Janeiro) is een rooms-katholiek aartsbisdom in Brazilië met zetel in Rio de Janeiro. Het omvat de volgende suffragane bisdommen:
- Barra do Piraí-Volta Redonda
- Duque de Caxias
- Itaguaí
- Nova Iguaçu
- Valença

Het aartsbisdom telt 6,7 miljoen inwoners, waarvan 51,1% rooms-katholiek is (cijfers 2020), verspreid over 273 parochies. De huidige aartsbisschop is kardinaal Orani João Tempesta.

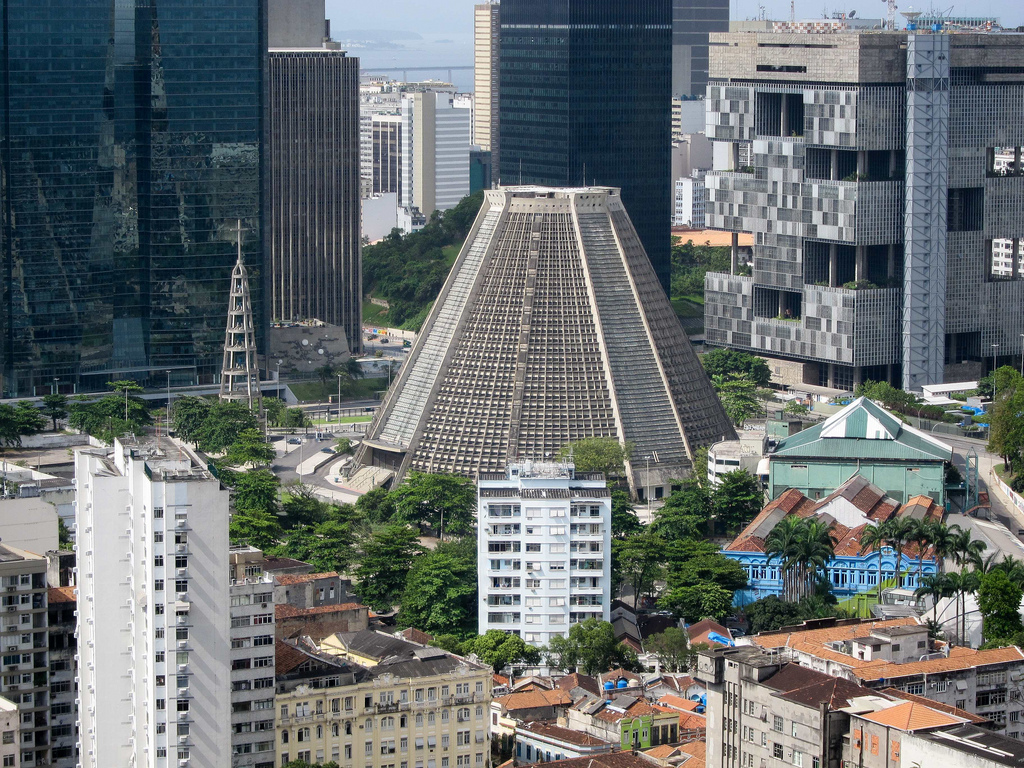
Kathedraal van Rio de Janeiro

## Geschiedenis
De territoriale prelatuur São Sebastião do Rio de Janeiro werd in 1575 opgericht, als een afsplitsing van het bisdom São Salvador de Bahia en werd in 1676 verheven tot bisdom en in 1892 tot aartsbisdom. Het bisdom verloor diverse malen stukken grondgebied: in 1745 aan de nieuw opgerichte territoriale prelaturen Cuiabá en Goiás en aan de nieuw opgerichte bisdommen Mariana en São Paulo en in 1892 aan Niterói.

## Bisschoppen
- 1577-1591: Bartolomeu Simões Pereira
- 1603-1606: João da Costa
- 1606: Bartholomeu Lagarto
- 1606-1629: Mateus da Costa Aborim
- 1629: Máximo Pereira
- 1631-1637: Lourenço de Mendonça
- 1639-1643: Pedro Homem Albernaz
- 1643-1657: Antonio de Mariz Loureiro
- 1658-1673: Manoel de Souza e Almada
- 1673: Manuel Pessoa de Figueiredo
- 1676-1680: Manoel Pereira
- 1680-1700: José de Barros Alarcão
- 1701-1721: Francisco de São Jerõnimo de Andrade
- 1725-1740: Antônio de Guadalupe
- 1740-1745: João da Cruz Salgado de Castilho
- 1745-1773: Antônio de Nossa Senhora do Desterro Malheiro
- 1773-1805: José Joaquim Justiniano Mascarenhas Castello Branco
- 1806-1833: José Caetano da Silva Coutinho
- 1839-1863: Manoel de Monte Rodrigues de Araújo
- 1868-1890: Pedro Maria de Lacerda
- 1891-1893: José Pereira da Silva Barros
- 1893-1897: João Fernando Santiago Esberard (Esberrard)
- 1897-1930: Joaquim Arcoverde de Albuquerque Cavalcanti
- 1930-1942: Sebastião Leme da Silveira Cintra
- 1943-1971: Jaime de Barros Câmara
- 1971-2001: Eugênio de Araújo Sales
- 2001-2009: Eusébio Oscar Scheid
- 2009-heden: Orani João Tempesta